# Libellula pulchella
Libellula pulchella ist eine Libellen-Art der Gattung Libellula aus der Unterfamilie Libellulinae. Ihr Verbreitungsgebiet erstreckt sich über die gesamten USA und das südliche Kanada.

## Merkmale

### Bau der Imago
Das Tier erreicht eine Länge von 51 bis 58 Millimetern, wobei 32 bis 36 Millimeter davon auf das Abdomen entfallen. Libellula pulchella ist überwiegend braun und zeichnet sich insbesondere durch seine auffällige Flügelmusterung aus. Am Ansatz sowie am Nodus und den Flügelspitzen befinden sich braune oder schwarze Punkte bzw. Bänder. Ausgewachsene Männchen entwickeln hierzu noch jeweils zwei weiße Flecken in jedem Flügel. Die Hinterflügel erreichen eine Länge von 42 bis 49 Millimeter. Das Gesicht ist dunkel gelblich-braun. Der Thorax ist braun und besitzt seitlich zwei gelbe Streifen. Die Beine sind am Ansatz braun weiter unten jedoch schwarz. Das Abdomen ist braun und hat wiederum seitlich einen nicht unterbrochenen gelben Streifen. Auch auf der Oberseite befindet sich mittig ein schmaler gelber Streifen. Die Hinterleibsanhänge sind braun, werden aber mit dem Alter dunkler. Bei den Weibchen ist zudem das achte Segment verbreitert.

### Bau der Larve
Die Larven besitzen zentral im Gesicht sitzende Augen und haben ein langes, sich zum Ende hin verjüngendes Abdomen. Der Rand des unpaaren Vorderteils des Labium, das sogenannte Prämentum ist glatt.